# Форкас

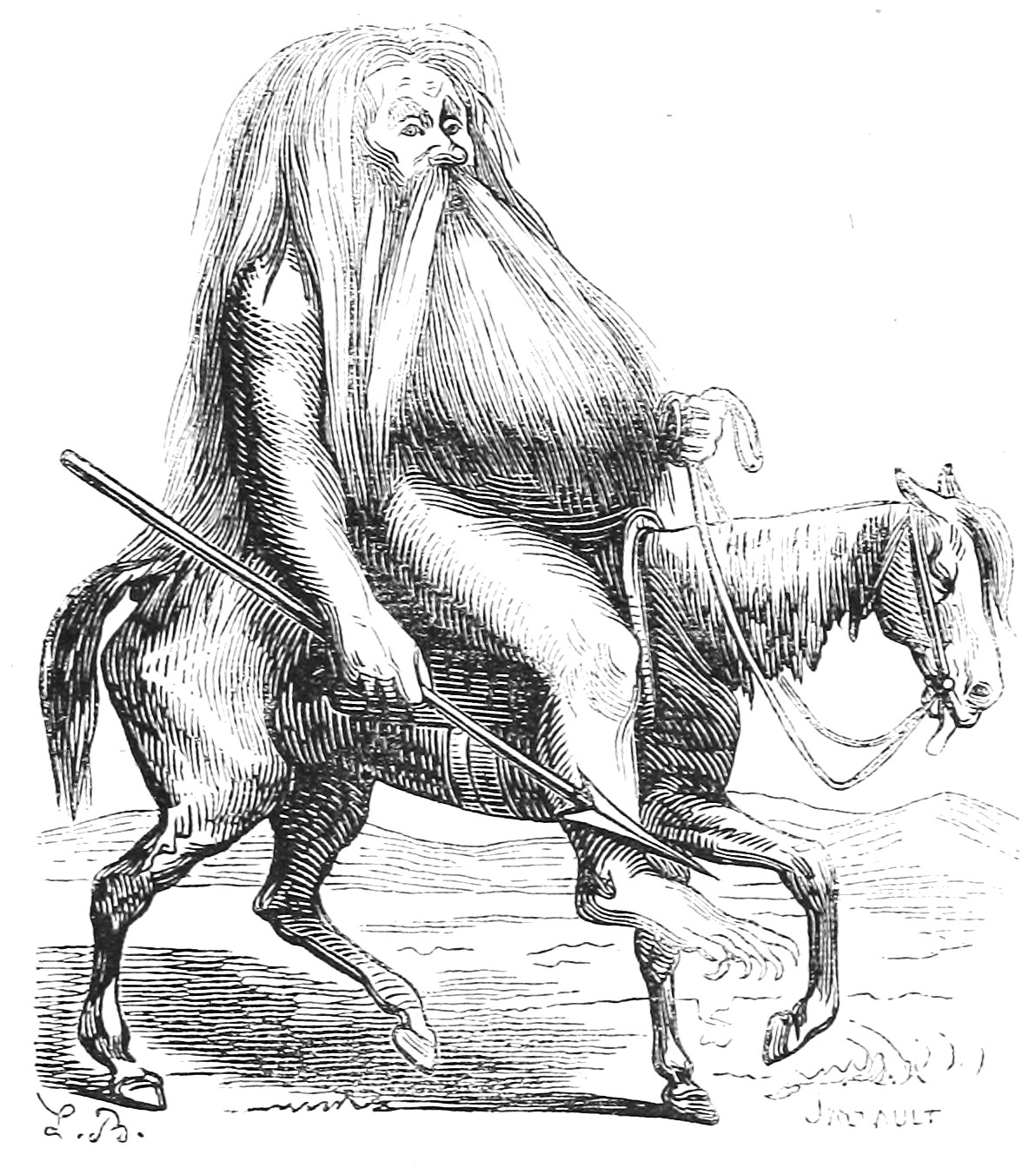
Форкас. З книги «Пекельний словник»

Форкас (фр. Forcas, Furcas або Forras) — у демонології великий воєвода пекла, якому підкоряються двадцять дев'ять легіонів демонів.

## Етимологія
Ім'я Форкас (Форрас) імовірно походить від лат. foras (ззовні).

## Опис
Форкаса зображують як сильну істоту з довгою бородою і сивим волоссям, з гострим списом на великому коні.
Він навчає логіці, естетиці, хіромантії і ворожінню на вогні. Знає властивості трав і коштовного каміння. Може зробити людину дотепною, красномовною, невидимою, подарувати їй тривале життя, допомогти відшукати загублені речі і знайти скарби.